# Équipe de France de football en 1945
Chronologie
Saison précédente Saison suivante
Cet article traite de l'année 1945 de l'Équipe de France de football.
- Gabriel Hanot devient l'adjoint du sélectionneur Gaston Barreau.

- Le match contre l'Angleterre n'est pas reconnu officiellement par la British FA car il est classé « war-time ».

## Les matchs
| Date             | Stade                                  | Adversaire | Score | Comp | Buteurs français             |
| 8 avril 1945     | Stade de la Pontaise Lausanne, Suisse  | Suisse     | D 0-1 | A    | -                            |
| 26 mai 1945      | Wembley Stadium Londres, Angleterre    | Angleterre | N 2-2 | A    | Vaast (44e), Heisserer (90e) |
| 6 décembre 1945  | Stade du Prater Vienne, Autriche       | Autriche   | D 1-4 | A    | Bongiorni (8e)               |
| 15 décembre 1945 | Stade de Molenbeek Bruxelles, Belgique | Belgique   | D 1-2 | A    | Aston (77e)                  |

A : match amical.

## Les joueurs
| Joueurs                                                          |    |    |    |    |
| Gardiens de but                                                  |    |    |    |    |
| Julien Darui (LOSC)                                              | 90 | 90 | 90 | 90 |
| Défenseurs                                                       |    |    |    |    |
| Maurice Dupuis (RC Paris) (dernières sélections)                 | 90 | 90 | 90 | 90 |
| Auguste Jordan (RC Paris) (dernières sélections)                 | 90 | 90 | 90 |    |
| André Frey (FC Metz) (2d sélection)                              | 90 |    |    |    |
| Jean Swiatek (Girondins de Bordeaux) (2d sélection)              |    | 90 |    |    |
| Marcel Salva (RC Paris) (1re sélection)                          |    |    | 90 | 90 |
| Gabriel Braun (FC Metz) (1re et dernière sélection)              |    |    |    | 90 |
| Milieux                                                          |    |    |    |    |
| Ladislas Smid Siklo (RC Lens) (uniques sélections)               | 90 | 90 | 90 | 90 |
| Alfred Aston (Red Star Olympique)                                | 90 | 90 | 90 | 90 |
| Lucien Jasseron (RC Paris) (uniques sélections)                  | 90 | 90 |    |    |
| Jules Bigot (LOSC) (6e et dernière sélection)                    | 90 |    |    |    |
| Jean-Claude Samuel (RC Paris) (uniques sélections)               |    | 90 | 90 | 90 |
| Oscar Heisserer (RC Paris) (15e sélection)                       |    | 90 |    |    |
| Larbi Benbarek (Stade français)                                  |    |    | 90 | 90 |
| Jean Bastien (Olympique de Marseille) (4e et dernière sélection) |    |    | 90 |    |
| Marcel Ourdouillié (RC Lens) (1re et dernière sélection)         |    |    |    | 90 |
| Attaquants                                                       |    |    |    |    |
| Ernest Vaast (RC Paris) (1re sélection)                          | 90 | 90 | 90 | 90 |
| René Bihel (LOSC) (1re sélection)                                | 90 | 90 |    |    |
| André Simonyi (Red Star Olympique) (4e sélection)                | 90 |    |    |    |
| Émile Bongiorni (RC Paris)                                       |    |    | 90 | 90 |